# Inermoleiopus
Inermoleiopus is een kevergeslacht uit de familie van de boktorren (Cerambycidae). De wetenschappelijke naam van het geslacht werd voor het eerst geldig gepubliceerd in 1958 door Breuning.

## Soorten
Inermoleiopus omvat de volgende soorten:
- Inermoleiopus delkeskampi Breuning, 1958
- Inermoleiopus flavosignatus Breuning, 1972
- Inermoleiopus fuscosignatus Breuning, 1977
- Inermoleiopus girardi Breuning, 1978
- Inermoleiopus roseofasciatus Breuning, 1973